# Комуністична партія Вірменії (КПРС)
Комуністи́чна па́ртія Вірменії — політична партія у Вірменській РСР. Утворена в червні 1920 року. Мала назви: до 1952 — Комуністична Партія (більшовиків) Вірменії (КП(б)В) — на правах обласної організації ВКП(б), і від 1952 року — Комуністична партія Вірменії (КПВ), що була республіканською організацією КПРС, об'єднувала осередки останньої в межах Вірменської РСР, керувала всіма ділянками суспільного життя, посідаючи абсолютну владу. Партія ухвалила рішення про саморозпуск у вересні 1991 року.

### Список з'їздів і конференцій (на правах з'їзду)
- Конференція КП(б)В — 10.09.1920
- I з'їзд КП(б)В — 26—29.01.1922
- II з'їзд КП(б)В — 13—17.03.1923
- III з'їзд КП(б)В — 5—10.05.1924
- IV з'їзд КП(б)В — 30.11.—4.12.1925
- V з'їзд КП(б)В — 13—19.11.1927
- VI з'їзд КП(б)В — 20—29.01.1929
- VII з'їзд КП(б)В — 24—28.05.1930
- VIII з'їзд КП(б)В — 17—22.01.1932
- IX з'їзд КП(б)В — 10—13.01.1934
- X з'їзд КП(б)В — 25.05.—2.06.1937
- XI з'їзд КП(б)В — 2—6.06.1938
- XII з'їзд КП(б)В — 26—28.02.1939
- XIII з'їзд КП(б)В — 11—14.03.1940
- XIV з'їзд КП(б)В — 12—14.11.1948
- XV з'їзд КП(б)В — 20—22.03.1951
- XVI з'їзд КП(б)В — 20—22.09.1952
- XVII з'їзд КПВ — 14—17.02.1954
- XVIII з'їзд КПВ — 19—21.01.1956
- XIX з'їзд КПВ — 25—27.01.1958
- XX позачерговий з'їзд КПВ — 10—13.01.1959
- XXI з'їзд КПВ — 10—12.02.1960
- XXII з'їзд КПВ — 21—23.09.1961
- XXIII з'їзд КПВ — 7—8.01.1964
- XXIV з'їзд КПВ — 3—5.03.1966
- XXV з'їзд КПВ — 25—26.02.1971
- XXVI з'їзд КПВ — 20—22.01.1976
- XXVII з'їзд КПВ — 22—24.01.1981
- XXVIII з'їзд КПВ — 24—25.01.1986
- XXIX з'їзд КПВ — 25—27.09.1990 (перший етап), 28—30.11.1990 (другий етап), 27.04.1991 (третій етап).
- XXX з'їзд КПВ — 7.09.1991

## Керівники

### Перші секретарі ЦК Комуністичної партії Вірменії
- Аліханян Геворк Саркісович (10 вересня 1920 — 19 травня 1921)
- Лукашин Сергій Лук'янович (19 травня 1921 — 29 квітня 1922)
- Мравян Асканаз Артемович (Арутюнович) (29 квітня 1922 — березень 1923)
- Іоаннисян Ашот Гарегінович (березень 1923 — липень 1927)
- Осепян Гаїк Олександрович (6 липня 1927 — 5 квітня 1928)
- Костанян Айказ Аркадійович (5 квітня 1928 — 7 травня 1930)
- Ханджян Агасі Гевондович (7 травня 1930 — 10 липня 1936)
- Аматуні (Вартапетян) Аматуні Семенович (21 вересня 1936 — 23 вересня 1937)
- Арутінов Григорій Артемійович (в.о. 23 вересня 1937 — 2 червня 1938, 6 червня 1938 — 30 листопада 1953)
- Товмасян Сурен Акопович (30 листопада 1953 — 28 грудня 1960)
- Заробян Яків Микитович (28 грудня 1960 — 5 лютого 1966)
- Кочінян Антон Єрвандович (5 лютого 1966 — 27 листопада 1974)
- Демірчян Карен Серобович (27 листопада 1974 — 21 травня 1988)
- Арутюнян Сурен Гургенович (21 травня 1988 — 5 квітня 1990)
- Мовсесян Володимир Мігранович (5 квітня 1990 — 30 листопада 1990)
- Погосян Степан Карапетович (30 листопада 1990 — 15 травня 1991)
- Саргсян Арам Гаспарович (1 червня 1991 — вересень 1991)

### Другі секретарі ЦК Комуністичної партії Вірменії
- Аматуні (Вартапетян) Аматуні Семенович (7 травня 1930 — 6 грудня 1930)
- Варданян Степан Христофорович (6 грудня 1930 — 17 січня 1932)
- Отьян Седрак Геворкович (23 січня 1932 — 16 лютого 1933)
- Каспаров Іван Сергійович (16 лютого 1933 — квітень 1933)
- Мірзабекян Арам Михайлович (квітень 1933 — грудень 1933)
- Акопов Степан Єгорович (грудень 1933 — 5 жовтня 1935)
- Аматуні (Вартапетян) Аматуні Семенович (5 жовтня 1935 — 21 вересня 1936)
- Акопов Степан Єгорович (21 вересня 1936 — 23 вересня 1937)
- Маргарян Ашот Захарович (23 вересня 1937 — 16 листопада 1937)
- Акопджанян Хачік Місакович (6 червня 1938 — 20 серпня 1940)
- Сарксян Агасі Согомонович (2 жовтня 1940 — 16 листопада 1943)
- Мікаелян Сурен Агасійович (16 листопада 1943 — 25 жовтня 1947)
- Погосов Арутюн Варосович (25 жовтня 1947 — 1952)
- Григорян Завен Тігранович (1952 — 8 травня 1953)
- Маргарян Грач Хачатурович (8 травня 1953 — 19 листопада 1959)
- Заробян Яків Микитович (12 лютого 1960 — 28 грудня 1960)
- Багдасарян Оганес Мнацаканович (10 лютого 1961 — 3 березня 1966)
- Тер-Газарянц Георгій Арташесович (5 березня 1966 — 22 березня 1973)
- Анісимов Павло Петрович (22 березня 1973 — 12 квітня 1979)
- Андрєєв Геннадій Миколайович (12 квітня 1979 — 12 квітня 1985)
- Кочетков Юрій Петрович (12 квітня 1985 — 17 січня 1989)
- Лобов Олег Іванович (17 січня 1989 — листопад 1990)
- Саркісян Аркадій Григорович (1 грудня 1990 — 15 травня 1991)
- Акопян Леонід Самсонович (17 липня 1991 — вересень 1991)

### Секретарі ЦК Комуністичної партії Вірменії
- Нуріджанян Авіс Согомонович (5 червня 1922 — березень 1923)
- Іоаннисян Ашот Гарегінович (5 червня 1922 — березень 1923)
- Меграбян Григорій (1922 — березень 1923)
- Шахсуварян Олександр Арутинович (березень 1923 — липень 1927)
- Бакунц Єремія Саядович (10 травня 1924 — 29 березня 1927)
- Шахгільдян Арам Ованесович, член секретаріату (4 грудня 1925 — липень 1927)
- Гюлікевхян Гайк Габріелович (6 липня 1927 — 5 квітня 1928)
- Кузнєцов (Дарбінян) Петро Михайлович (6 липня 1927 — 12 листопада 1928)
- Саркісян Седрак Агаджанович, член секретаріату (6 липня 1927 —  20 січня 1929)
- Ханджян Агасі Гевондович (12 листопада 1928 — 7 травня 1930)
- Аматуні (Вартапетян) Аматуні Семенович, член секретаріату (29 січня 1929 — 7 травня 1930)
- Галоян Агасі Князевич, 3-й секретар (6 грудня 1930 — 31 липня 1931)
- Отьян Седрак Геворкович, 3-й секретар (вересень 1931 — 17 січня 1932)
- Акопов Артанес Беглярович, секретар із постачання (грудень 1931 — вересень 1932)
- Мкртчян Папік Григорович, секретар із транспорту (грудень 1931 — серпень 1933)
- Петросян Петік Єзекович, 3-й секретар (23 січня 1932 — 16 лютого 1933)
- Гумедін (Мелік-Дадаян) Гурген Хоренович, секретар із постачання (грудень 1932 — 16 лютого 1933)
- Ашраф'ян Зармайр Андрійович, 3-й секретар (16 лютого 1933 — 10 січня 1934)
- Петросян Петік Єзекович, секретар із постачання (16 лютого 1933 — 10 січня 1934)
- Барсегян Ліпаріт Григорович, член секретаріату (16 лютого 1933 — 10 січня 1934)
- Галустян Амаяк Саакович, 3-й секретар (23 вересня 1937 — 31 жовтня 1937)
- Акопджанян Хачік Місакович, 3-й секретар (20 лютого 1938 — 2 червня 1938)
- Гевондян Саркіс Арутюнович, 3-й секретар (6 червня 1938 — 23 грудня 1938)
- Сарксян Агасі Согомонович, 3-й секретар (23 грудня 1938 — 2 жовтня 1940)
- Гевондян Саркіс Арутюнович, секретар із пропаганди і агітації (23 грудня 1938 — 11 березня 1940)
- Гукасов Гурген Абайович, секретар із кадрів (20 червня 1939 — 1941)
- Карапетян Саак Карапетович, секретар із пропаганди і агітації (14 березня 1940 — 1944)
- Мікаелян Сурен Агасійович, 3-й секретар (2 жовтня 1940 — 16 листопада 1943)
- Іскендеров Мамед Сальманович, секретар із промисловості і транспорту (26 березня 1941 — серпень 1943)
- Сочинський Іван Іванович, секретар із хімічної промисловості (26 березня 1941 — серпень 1943)
- Чахкалян Андранік Н., в.о. секретаря із кольорової металургії (26 березня 1941 — 194.1)
- Чарчоглян Агасі Єнокович, секретар із кадрів (1941 — 16 листопада 1943)
- Азізбекян М., секретар із мідно-рудної промисловості (1941 — серпень 1943)
- Хачатрян Левон Седракович, секретар із електростанцій (1941 — серпень 1943)
- Гевондян Саркіс Арутюнович, секретар із тваринництва (3 травня 1943 — серпень 1943)
- Чарчоглян Агасі Єнокович, 3-й секретар (16 листопада 1943 — 4 листопада 1946)
- Маргарян Грач Хачатурович, секретар із кадрів (16 листопада 1943 — 1945)
- Григорян Завен Тігранович, секретар із пропаганди і агітації (1944 — 12 листопада 1948)
- Захарян Вачаган Самсонович, секретар із кадрів (1945 — 4 листопада 1946)
- Кочінян Антон Єрвандович, 3-й секретар (4 листопада 1946 — 25 жовтня 1947)
- Арушанян Шмавон Мінасович, секретар із кадрів (4 листопада 1946 — 25 жовтня 1947)
- Барігян Карл Ісаакович, 3-й секретар (25 жовтня 1947 — 12 листопада 1948)
- Кочінян Антон Єрвандович, секретар із кадрів (25 жовтня 1947 — 12 листопада 1948)
- Барігян Карл Ісаакович (14 листопада 1948 — 5 липня 1950)
- Кочінян Антон Єрвандович (14 листопада 1948 — 29 березня 1952)
- Григорян Завен Тігранович (14 листопада 1948 — 1952)
- Григорян Берсабе Олександрівна (5 липня 1950 — 30 листопада 1953)
- Мартиросян Грант Мартинович (29 березня 1952 — вересень 1952)
- Заробян Яків Микитович (30 листопада 1953 — 17 липня 1958)
- Оганесян Грант Вартанович (8 липня 1954 — 12 серпня 1957)
- Саркісов Бабкен Єсайович (15 грудня 1955 — 10 лютого 1961)
- Адонц Мушег Амбарцумович (28 січня 1958 — 10 лютого 1961)
- Туманян Степан Левонович (28 липня 1959 — 9 березня 1961)
- Тер-Газарянц Георгій Арташесович (10 лютого 1961 — 3 березня 1966)
- Мелконян Мгер Симонович (10 лютого 1961 — 23 листопада 1972)
- Арутюнян Гегам Товмасович (9 березня 1961 — 14 жовтня 1965)
- Асцатрян Єгіше Тевосович (24 грудня 1962 — 5 лютого 1966)
- Арзуманян Григорій Агафонович (14 жовтня 1965 — 23 листопада 1972)
- Хачатрян Роберт Грачикович (5 березня 1966 — 14 листопада 1973)
- Демірчян Карен Серобович (23 листопада 1972 — 27 листопада 1974)
- Галумян Володимир Багратович (23 листопада 1972 — 10 липня 1986)
- Товмасян Степан Суренович (14 листопада 1973 — 16 січня 1976)
- Восканян Грант Мушегович (31 січня 1975 — 9 грудня 1985)
- Даллакян Карлен Левонович (22 січня 1976 — 9 грудня 1985)
- Гамбарян Карлен Амаякович (24 січня 1981 — 17 січня 1989)
- Арзуманян Роберт Андранікович (9 грудня 1985 — 13 вересня 1988)
- Мурадян Мурад Оганесович (9 грудня 1985 — 13 вересня 1988)
- Діланян Тельман Артаваздович (10 липня 1986 — 18 серпня 1990)
- Галоян Галуст Анушаванович (13 вересня 1988 — 18 серпня 1990)
- Серобян Марат Аветікович (17 січня 1989 — вересень 1990)
- Погосян Степан Карапетович (18 серпня 1990 — 30 листопада 1990)
- Ананова Олена Михайлівна (1 грудня 1990 — 1991)
- Саргсян Арам Гаспарович (1 грудня 1990 — 1 червня 1991)
- Амбарян Гурген (17 липня 1991 — вересень 1991)
- Бадалян Сергій Григорович (17 липня 1991 — вересень 1991)